# 新沖縄スバル
沖縄スバル（おきなわスバル）は、沖縄県浦添市に本社を置くSUBARUのディーラーである。

## 沿革
- 1957年4月1日 - 沖縄県那覇市久米町2-3にて沖縄ラビット商会設立
- 1967年4月1日 - 沖縄スバル自動車株式会社に改称
- 2001年 - 業績悪化に伴い富士重工業の100%子会社となり、「新沖縄スバル」が誕生。[1]
- 2008年 - 全国スバル販売店の再編により、福岡スバル傘下の事業会社となる。[2]
- 2016年7月 - 沖縄スバル株式会社に改称[3]
- 2025年5月31日 - 具志川店閉店[4]

## 店舗
- 本社・浦添店・カースポット浦添 - 浦添市勢理客4丁目19-7
- 豊崎店 - 豊見城市豊崎3-72